# Valparaíso (Antioquia)
Pour les articles homonymes, voir Valparaiso (homonymie).
Valparaíso est une municipalité située dans le département d'Antioquia, en Colombie.

## Personnalités liées à la municipalité
- Rafael Uribe Uribe (1859-1914) : avocat, journaliste, diplomate et militaire né à Valparaiso.